# Martjusch
Martjusch (russisch Мартю́ш) ist eine Siedlung städtischen Typs in der Oblast Swerdlowsk in Russland mit 3994 Einwohnern (Stand 14. Oktober 2010).

## Geographie
Der Ort liegt knapp 100 km Luftlinie südöstlich des Oblastverwaltungszentrums Jekaterinburg und unmittelbar südwestlich der Stadt Kamensk-Uralski, am rechten Ufer der Isset.
Martjusch ist formal Verwaltungszentrum des Stadtkreises Kamenski gorodskoi okrug, zu dem insgesamt 64 Dörfer und ländliche Siedlungen gehören. Faktisch befinden sich die Verwaltungsorgane des Stadtkreises jedoch in Kamensk-Uralski, das zwar namensgebend für den Kamenski gorodskoi okrug ist, aber nicht zu diesem gehört, sondern einen eigenständigen Stadtkreis Munizipales Gebilde „Stadt Kamensk-Uralski“ (Munizipalnoje obrasowanije «Gorod Kamensk-Uralski») bildet.

## Geschichte
Der Ort wurde 1926 gegründet; zwischen 1929 und 1931 wurden dort „entkulakisierte“ Bauern aus Zentralrussland angesiedelt. Im Rahmen der Verwaltungsreform in Russland wurde Martjusch 2004 zur Siedlung städtischen Typs erhoben und zum Verwaltungssitz des aus dem vormaligen Kamenski rajon per 1. Januar 2006 geschaffenen Stadtkreises bestimmt.

### Bevölkerungsentwicklung
| Jahr | Einwohner |
| ---- | --------- |
| 2002 | 4179      |
| 2010 | 3994      |

Anmerkung: Volkszählungsdaten

## Verkehr
Martjusch wird zusammen mit der Stadt Kamensk-Uralski südlich von der föderalen Fernstraße R354 Jekaterinburg – Kurgan umgangen. Die nächstgelegene Bahnstation befindet sich auch in Kamensk-Uralski, wo sich die Strecken Jekaterinburg – Kurgan und Bogdanowitsch – Tscheljabinsk kreuzen.

## Söhne und Töchter des Ortes
- Alexander Sacharkin (* 1961), Gewerkschafter